# Дядюшкина квартира
«Дядюшкина квартира» — кинофильм 1913 года.

## Сюжет

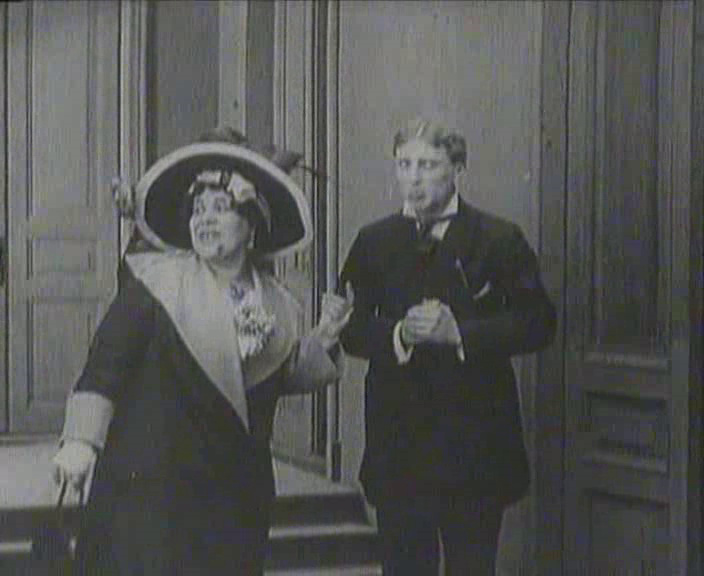
Кадр из фильма

Коко — юноша легкомысленный и любящий всевозможные развлечения и удовольствия; в нём нет ни малейшей «практической жилки» — это очень огорчает его милого дядюшку, добродушного Понсонэ, который часто журит племянника за его неумение пристроиться к какому-нибудь делу и «стать на ноги», чтобы самостоятельно зарабатывать деньги и не нуждаться в материальной помощи родных. У Коко есть подруга — очаровательная Лилетта, милая и изящная особа, но не менее его легкомысленная, и уж конечно не способная ни к какому серьёзному занятию: это просто лоретка из квартала Сан-Мишель — лоретка бескорыстная и преданная своему другу, но — увы — довольно дорого стоящая нашему бедному Коко, который нередко страдает «карманной чахоткой»; у него эта болезнь хроническая и едва ли излечимая!
Но вот судьба начинает ему улыбаться, он получает письмо от дядюшки: старик уведомляет, что он на некоторое время уезжает из Парижа, и так как у него квартира нанята по контракту и на целый год, то он предоставляет племяннику пользоваться его помещением во время его отсутствия. Коко в восторге: даровая квартира, да ещё какая просторная и элегантная: со всеми удобствами, притом в самой аристократической местности. Коко переселяется па дядюшкину квартиру, его окружают комфорт и даже роскошь — но денег ни гроша! Все, кроме денег! Где достать этот ничтожный, презренный металл! И вот ему приходит в голову блестящая мысль, которая доказывает, что Коко далеко не так наивен и непрактичен, как предполагал его дядюшка: лишь только обстоятельства сложились благоприятно — как тотчас же его практическая смекалка обнаружилась в полной силе: он придумал остроумный способ достать денег: для этого стоит только пустить жильцов в дядюшкину квартиру. Если сдавать комнаты отдельно, то это очень выгодно. И вот он вешает у дверей объявление: «Здесь недорого сдаются меблированные комнаты». Жильцы являются немедленно; одну комнату занимает помещик с дочерью, другую — поэт современной школы, третью — престарелая девица.
Они все знакомятся друг с другом, поэт влюбляется в дочь помещика, престарелая девица Зефирова влюбляется в поэта Фиолетова, дочь помещика Нюра влюбляется в самого Коко, который ради неё готов забыть свою Лилетту, — а в Лилетту влюбляется сам саратовский помещик, Происходит страшная путаница, перед нами проходит целый ряд забавных недоразумений… и наконец, все дело выясняется, когда неожиданно возвращается домой дядюшка Понсонэ. Узнав, как ловко племянник распорядился с его квартирой, он признает, что в нём есть «практическая жилка», и благословляет его на брак с дочерью богатого помещика Степнякова.

## Интересные факты
- АО «А. Ханжонков и Ко» выпустило фильм П. И. Чардынина «Дядюшкина квартира» — дебют оператора Г.В.Гибера в игровом кино.
- Премьера фильма — 3 (16) сентября 1913
- «Дядюшкина квартира», комедия собственного производства, будет иметь успех благодаря прекрасной игре артистов и превосходной постановке.[3]